# The Fire and the Wind
The Fire and the Wind è il terzo ed ultimo album della band neozelandese black/power metal Demoniac, pubblicato nel 1999 per la Osmose Productions.

## Tracce
1. The Eagle Spreads Its Wings - 04:57
2. Daggers and Ice - 08:54
3. Demoniac Spell - 07:01
4. Night Demons - 00:58
5. Demons of the Night - 05:06
6. Myths of Metal - 03:40
7. Sons of the Master - 03:30
8. The Fire and the Wind - 08:44

## Formazione
- Lindsay Dawson - basso e voce
- Sam Totman - chitarra
- Herman Li - chitarra
- Matej Setinc - batteria